# Anomala anoguttata
Anomala anoguttata är en skalbaggsart som beskrevs av Hermann Burmeister 1844. Anomala anoguttata ingår i släktet Anomala och familjen Rutelidae. Utöver nominatformen finns också underarten A. a. dichropus.